# キャバリエ巡航戦車
巡航戦車 Mk.VII キャバリエ（A24）（Tank, Cruiser, Mk VII Cavalier（A24））は、第二次世界大戦中にイギリス陸軍が製造した巡航戦車である。
搭載エンジンの問題から妥協の産物として誕生し、出力不足から成功作とはならなかった。

## 概要
キャバリエは旧式化したクルセーダーの後継として、ナッフィールド社によって設計された。1940年末、イギリス軍需省は新型戦車の仕様書を出し、1941年前半には設計案が提示された。当初ナッフィールドのA24案は前作クルセーダーの改良型であったが、より評価の高かったレイランド社のA27案に搭載予定のロールス・ロイス・ミーティアエンジンの実用化に手間取ったため、A24をA27の仕様にして、従来と同じリバティー・エンジンを搭載して生産することとなった。
キャバリエの試作車は1942年1月に完成したが、その半年前には500輌の生産が発注されていた。主な問題点は、ナッフィールド社が自社製のリバティーエンジンの使用に拘ったことに発していた。クルセイダーの搭載した340馬力型に対し410馬力と出力は上がっていたのだが、車重の増加がそれ以上だったため、巡航戦車としては最も低速となった。これに対し後のA27M クロムウェル巡航戦車では、ようやく実用化されたミーティアエンジンを搭載、これはリバティーの約1.5倍、600馬力であった。
完成車両は訓練に用いられるか、補助車両の役割を与えられ、砲兵観測車に改造された物だけが実戦に参加している。
1945年、12輌のキャバリエが、フランス陸軍の歩兵第14師団に属する第12騎兵連隊に提供され、用いられた。

## 派生型
キャバリエ OP
1943年に製作された。砲が模造品に交換され、空いた砲塔の内積を利用して無線装置を増強した。砲兵の観測車両に用いられた。
キャバリエ回収戦車
回収戦車として設計された。砲塔が撤去され、Aフレームと呼ばれるジブと牽引装備が追加された。